# Molus phalanthus
Molus phalanthus är en fjärilsart som beskrevs av Stoll 1782. Molus phalanthus ingår i släktet Molus och familjen juvelvingar. Inga underarter finns listade i Catalogue of Life.